# Cormes
|  | Per a altres significats, vegeu «Cormes (Sarthe)». |

Cormes (en francès Courmes) és un municipi francès situat al departament dels Alps Marítims i a la regió de Provença – Alps – Costa Blava.

## Demografia
| 1962                                       | 1968 | 1975 | 1982 | 1990 | 1999 | 2006 |
| ------------------------------------------ | ---- | ---- | ---- | ---- | ---- | ---- |
| 18                                         | 26   | 42   | 60   | 64   | 88   | 93   |
| Des de 1962: població sense dobles comptes |      |      |      |      |      |      |

## Administració
| Període | Identitat         | Partit |
| ------- | ----------------- | ------ |
| 2001-   | Françoise Gioanni | NC     |